# 東京フリーきっぷ

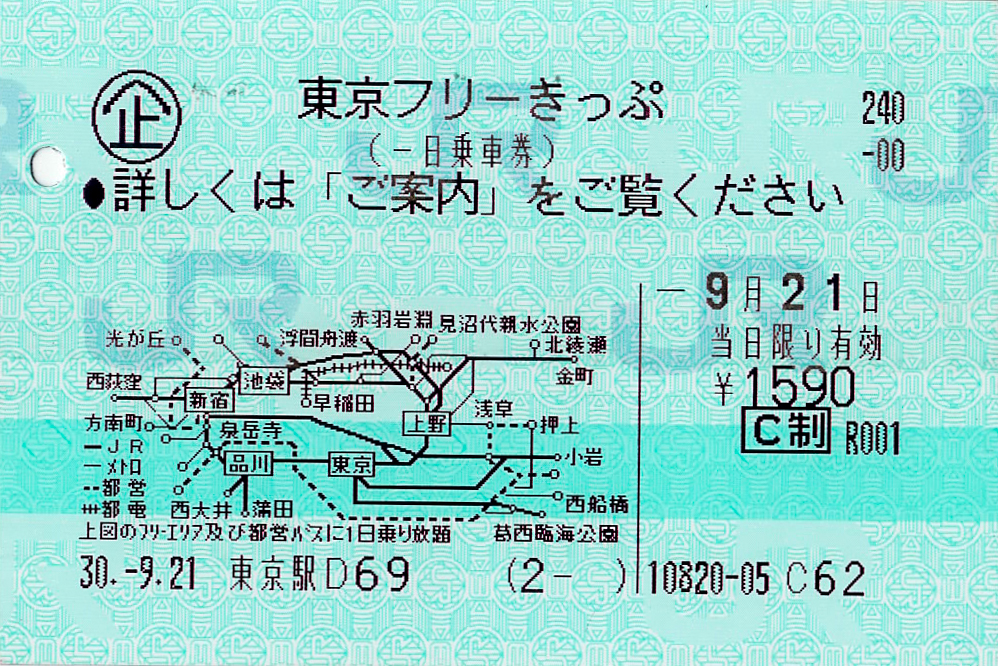
JR（マルス発券）の東京フリーきっぷ

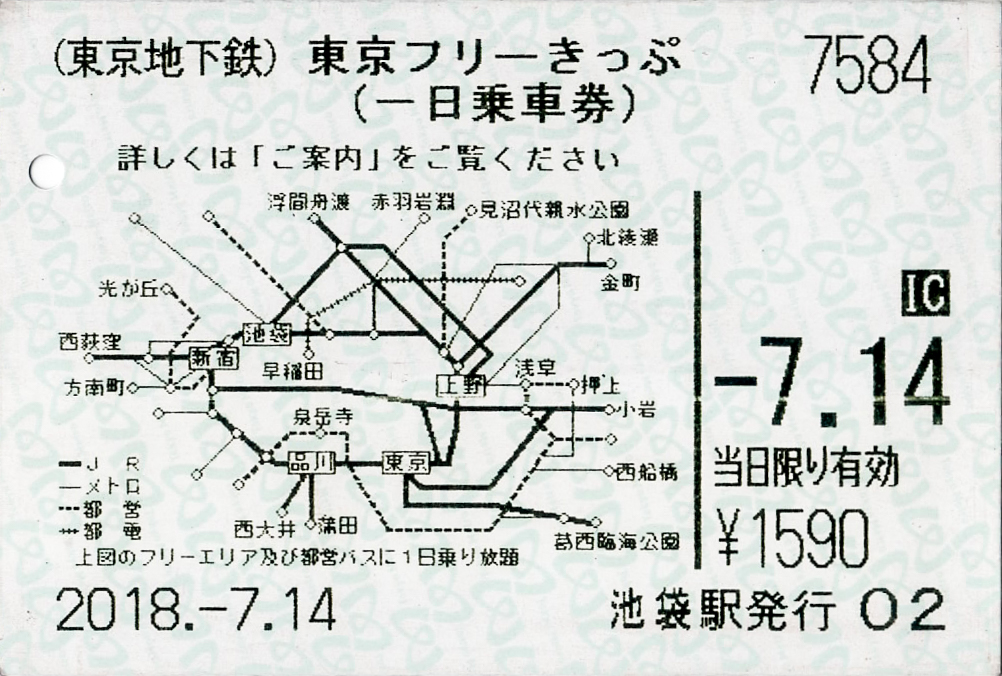
東京地下鉄（東京メトロ）発行の東京フリーきっぷ

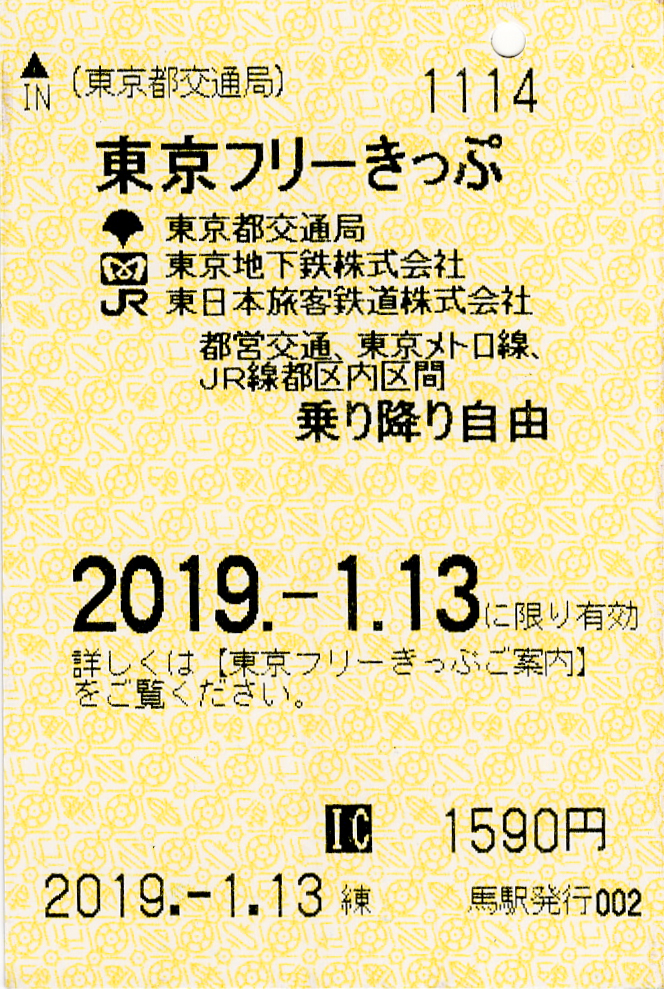
東京都交通局（都営地下鉄）発行の東京フリーきっぷ

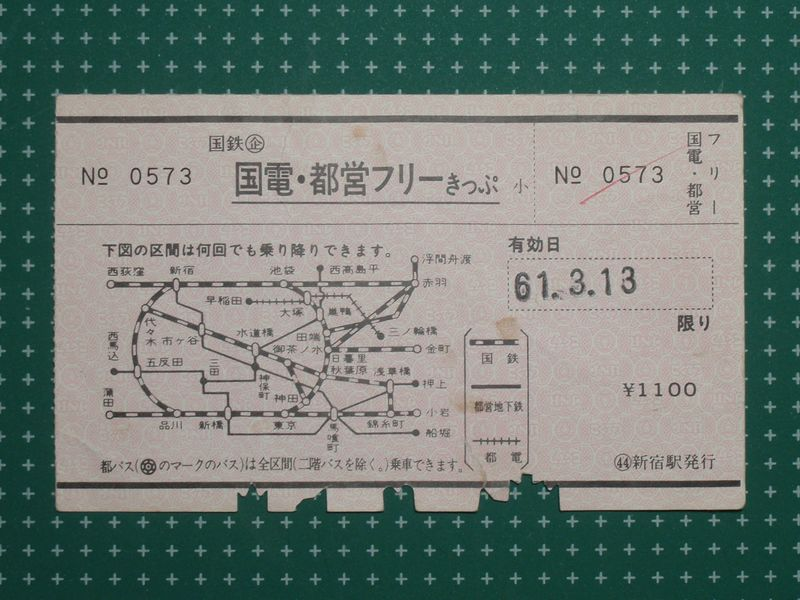
国電・都営フリーきっぷ

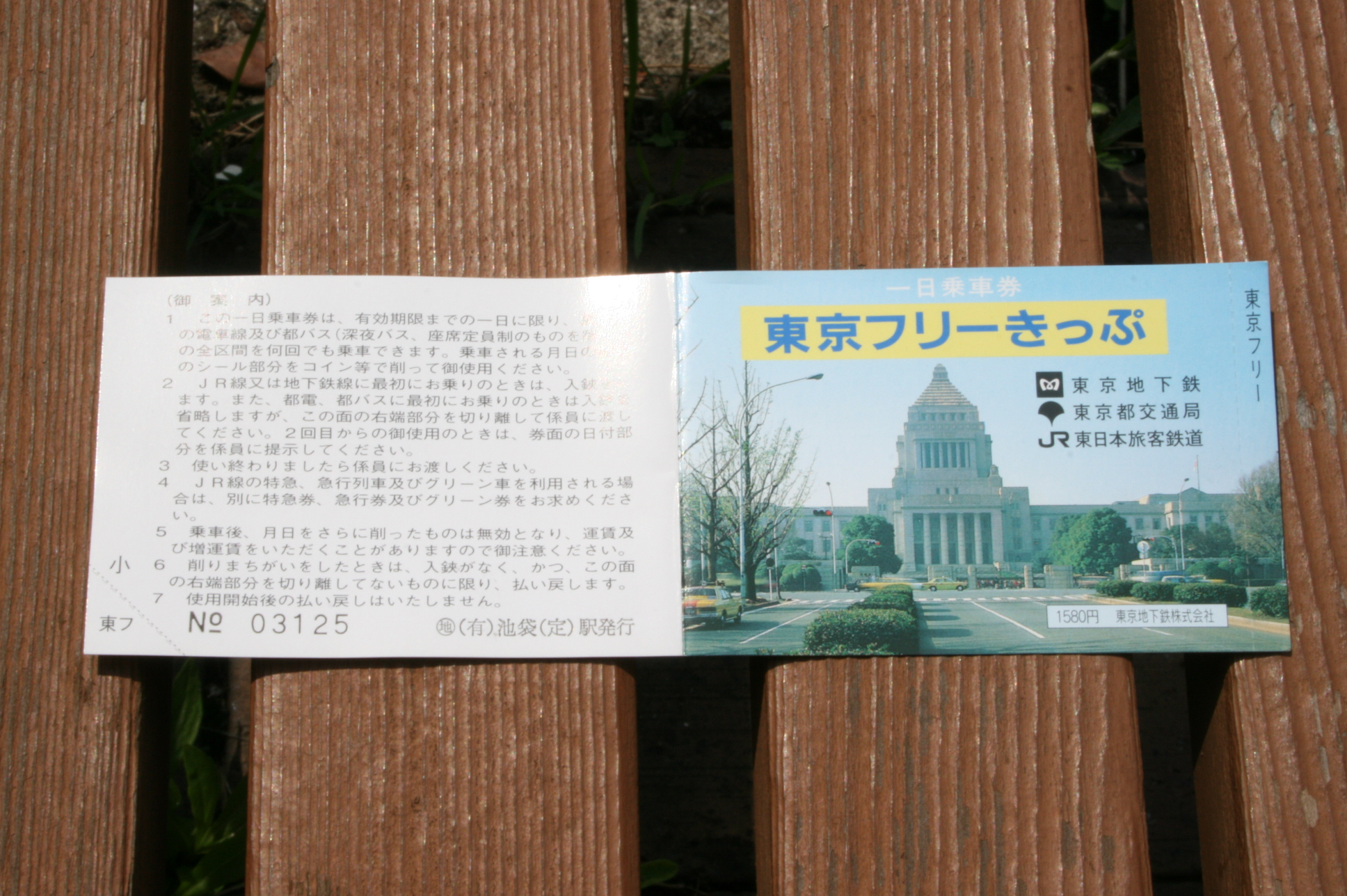
東京フリーきっぷ 表側

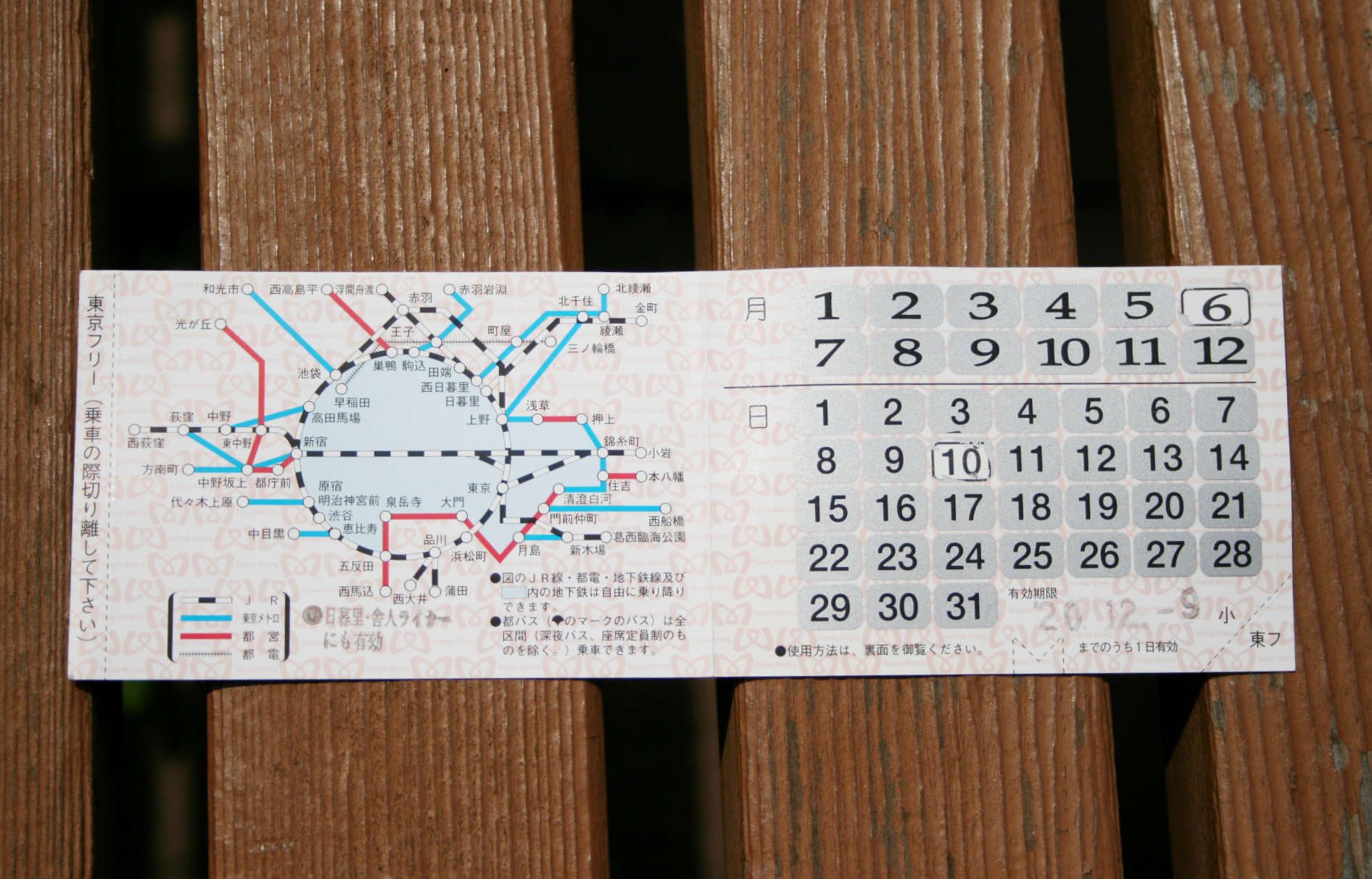
東京フリーきっぷ 裏側。スクラッチを行った6月10日のみ有効

東京フリーきっぷ（とうきょうフリーきっぷ）は企画乗車券の一種。以下に大別される。
- 東日本旅客鉄道(JR東日本)・東京地下鉄(東京メトロ)・東京都交通局(都営交通)が発行する共通一日乗車券。
- JR東日本が発売していた、郊外地域から東京エリアまでの往復の運賃・特急券と東京エリアのフリーきっぷがセットになったもので、冒頭には対象となる地域名や特急・新幹線の愛称などが入る。便宜上、「○○東京フリーきっぷ」と記す。

いずれも、本記事で記述する。

## 東京フリーきっぷ
東京フリーきっぷ（とうきょうフリーきっぷ）とは、東日本旅客鉄道（JR東日本）・東京地下鉄（東京メトロ）・東京都交通局(都営交通)が東京23区内で発行する一日乗車券の一種。なお、JR東日本では特別企画乗車券（トクトクきっぷ）として扱われる。

### 概要
1988年4月1日から発売を開始した。当初は日本国有鉄道（国鉄）と東京都交通局の管理する東京23区内の路線（国鉄であれば東京都区内の国電・東京都交通局であれば都営地下鉄・都電・都営バス）を有効範囲内とする国電・都営フリーきっぷとして発行されていたが、国鉄分割民営化によるJR東日本への移行に際して帝都高速度交通営団（営団地下鉄/現・東京地下鉄）とも提携を行い、新たにこの名称で発行することとなった。
発売額は大人1,600円・小児800円である（2019年10月1日改定）。JR東日本は東京23区内のみどりの窓口・指定席券売機、東京地下鉄・東京都交通局は地下鉄線各駅および日暮里・舎人ライナーの各駅の自動券売機で販売している。ただし、他社線管轄の中目黒駅・代々木上原駅・和光市駅・西船橋駅や一部駅の他社委託改札口の券売機では発売していない。各駅の管轄事業者については当該各駅の記事を参照のこと。
手売券の図柄は国会議事堂をあしらったものである。
手売券の有効期間は購入日から6か月間のうちの1日のみであり、券の中面にある月日の銀色シール部分を硬貨などで削ることにより乗車日を指定する。ただし、2日・月以上削ると使用できなくなる。自動改札機には対応していない。初回乗車時には駅員、乗務員に半券を切り離して渡す（東京都交通局発行のものに関してはそう表記されているが、東京地下鉄発行分については2008年6月12日現在、JR線、地下鉄線に最初に乗車するときは入鋏すると表記されている。）。
JR東日本でも2008年3月31日まで手売券のみを発売していたが、翌4月1日からマルス発券（機械発券）となり、JR東日本の自動改札機に対応するようになった。同時に指定席券売機でも購入可能になったが、有効期間は購入日から1か月間のうちのあらかじめ指定された1日に変更されている。東京地下鉄・東京都交通局でも、2009年3月31日まで同じ様式で発売したが、翌4月1日からICカード乗車券対応の自動券売機での発売となった。有効期間についてもJR東日本発売分と同様に購入日から1か月間のうちのあらかじめ指定された1日に変更されている。なお、東京都交通局での券売機発売分は当日券のみとなっている。
なお、2020年3月14日から、Suica（JR東日本発売分）及びPASMO（東京メトロ・東京都交通局発売分）に搭載して購入出来る様になっている。なお、2022年3月12日からはモバイルSuicaにも対応する。

### 通用範囲
基本的には自社・局の一日乗車券の有効範囲を統合したものである。なお、東京都交通局・東京地下鉄においては、都営地下鉄新宿線「篠崎 - 本八幡間」、東京メトロ東西線「葛西 - 西船橋間」など東京23区内からはみ出す区間も有効範囲に含まれる。
- JR東日本：東京23区内の全路線（特定都区市内の東京都区内駅「」に所属する区間）。
  - 特急列車・指定席車両・グリーン車を利用する場合は、別途に特急券や座席指定券、グリーン券などが必要。新幹線に乗車する場合は東京23区内であっても東京フリーきっぷは利用できず、別に乗車券と特急券を購入する必要がある。
- 東京都交通局：都営地下鉄・日暮里・舎人ライナー・都電荒川線（東京さくらトラム）・都営バス（青梅地区の路線を含む[注 1]。深夜バス「ミッドナイト25」については割増運賃が必要）の全路線・全区間[注 2]。
- 東京地下鉄：全路線・全区間。

また、当きっぷを100以上の都内の主要施設に提示するだけで割引などを受けられる「ちかとく」サービスも利用することも可能である。本サービスは2014年4月1日から東京地下鉄・東京都交通局共同で実施し、同日より新たに当きっぷも利用対象に加わっている。

## ○○東京フリーきっぷ
○○東京フリーきっぷとは、JRが発行していた特別企画乗車券（トクトクきっぷ）。○○には出発地となる地域名や特急・新幹線の愛称などが入る。JRの郊外地域から東京エリアまでの往復の乗車券・特急券と東京エリアのフリーきっぷがセットになったもの。有効期間は4日間。
2011年頃から往復の特急券を含まない「東京（週末）フリー乗車券」「首都圏週末フリー乗車券」に移行されるものが増え、週末用に先んじて廃止された。週末用についても、「ひたち東京週末フリーきっぷ」が2013年9月利用分、「あずさ東京週末フリーきっぷ」が2014年3月利用分までで発売を終了し、このタイプのトクトクきっぷは往復の特急券を含まないものに統一されることとなった。

### フリーエリア
周遊きっぷ（発売終了）の「東京ゾーン」と同一で、東京の電車特定区間全区間、千葉みなと駅 - （京葉線） - 蘇我駅 - （外房線） - 千葉駅 - （総武本線） - 佐倉駅 - （成田線） - 成田駅 - 我孫子駅、八高線八王子駅 - 拝島駅間、東京臨海高速鉄道りんかい線・東京モノレール羽田線の全区間である。
例外的に、こだま東京フリーきっぷ（発売終了、こだま都区内・りんかいフリーきっぷに移行）のフリーエリアは電車大環状線エリアであった。また、多客期は使用できなかった。

### ○○東京週末フリーきっぷ
○○東京フリーきっぷの休日のみ利用できるタイプ。当初は地域名や特急・新幹線の愛称は入らず全地域共通の名前になっていたが、2011年10月1日の利用分から愛称や地域名を含む形に変更された。使用日が限定されているため、上述の全日用より安く設定されている。発売は使用開始日の前日までで、対象の最終日を開始日とできない。このため、土日に有効なものを日曜日しか使わない場合でも、金曜日までに購入する必要がある。
共通名称当時の2010年4月3日利用開始分より、土曜日・日曜日のほか、「土日を含めて連続する休日」と「飛び石連休の中日に当たる平日（2011年度は11月4日と2012年3月19日）」が利用対象日に加わり、有効期間もこのうちの連続する2日間とした。また、この際にゴールデンウィーク・お盆・年末年始の多客期の使用を不可能とした。以前は、祝日等がある場合でも土曜・日曜日の連続する2日間しか利用できず、例えば月曜日が祝日などの場合でも例外扱いがなかった。

### 東京週末フリーきっぷ（普通列車用）
2012年3月17日利用分より、ホリデー・パスの区間を延長した「休日おでかけパス」が発売され、この発売駅はいずれも延伸されるフリーエリア内に含まれることとなったため、3月11日利用分を以って発売終了となったきっぷ。
比較的近距離、または特急が少ない線区向けに普通列車用が発売されていた。特急列車（東北新幹線を含む）を利用する場合は別途特急料金が必要だった。フリーエリアは同じ。
発売駅は小金井駅、自治医大駅（以上宇都宮線）、結城駅、川島駅、玉戸駅、下館駅（以上水戸線）、君津駅（内房線）のみで、発着駅に指定できるのはこれらのうち川島・玉戸を除いた5駅のみだった。
有効期限は1日で、土・休日および4月29日 - 5月5日、7月20日 - 8月31日、12月29日 - 1月3日に利用できた。